# Ophir du meilleur acteur
L'Ophir du meilleur acteur est la récompense qui désigne le meilleur acteur d'un film israélien lors de la cérémonie des Ophirs du cinéma.

## Palmarès

### Années 1990
- 1990 : Moshe Ivgy pour Shuroo
- 1991 : Aryeh Moskona pour Me'ever Layam
- 1992 : Shuli Rand pour La Vie selon Agfa
- 1993 : Shaul Mizrahi pour Zohar
- 1994 : Shmil Ben Ari pour Smicha Hashmalit Ushma Moshe
- 1995 : Moshe Ivgy pour Hole Ahava B'Shikun Gimel
- 1996 : Amos Lavi pour Femmes
- 1997 : Assi Dayan pour Mar Baum
- 1998 : Yoram Hattab pour Zirkus Palestina
- 1999 : Nir Levy pour Autour de Yana

### Années 2000
- 2000 : Aki Avni pour Ha-Hesder
- 2001 : Lior Ashkenazi pour Mariage tardif
- 2002 : Ze'ev Revach pour Beitar Provence
- 2003 : Arieh Elias pour Le Voyage de James à Jérusalem
  - Yuval Segal pour Cadeau du ciel
  - Oshri Cohen pour Ha-Kochavim Shel Shlomi
  - Gal Zaid pour Habiographia Shel Ben
  - Yoram Hattab pour Nina's Tragedies
- 2004 : Shuli Rand pour Ha-Ushpizin
  - Lior Ashkenazi pour Tu marcheras sur l'eau
  - Avi Kushnir pour Metallic Blues
  - Tal Friedman pour Shoshelet Schwartz
  - Makram Khoury pour La Fiancée syrienne
  - Moshe Ivgy pour Campfire
- 2005 : Uri Gavriel pour What a Wonderful Place
  - Danny Rotenberg pour Mon âme, mon âme
  - Makram Khoury pour Free Zone
  - Tal Friedman pour Muchrachim Lehiyot Same'ach
  - Adam Hirsch pour Bekarov Yikre Lekha Mashehu Tov
- 2006 : Assi Dayan pour Things Behind the Sun
  - Itay Tiran pour Forgiveness
  - Tomer Steinhof pour Sweet Mud
  - Dror Keren pour Aviva, My Love
  - Rami Heuberger pour Michtavim Le America
- 2007 : Sasson Gabai pour La Visite de la fanfare
  - Assi Dayan pour Mon père mon seigneur
  - Gal Zaid pour Foul Gesture
  - Oshri Cohen pour Beaufort
  - Liron Levo pour Strangers
- 2008 : Michael Moshonov pour Mes plus belles années
  - Shredy Jabarin pour Pour mon père
  - Moshe Ivgy pour Etsba Elohim
  - Albert Iluz pour Les Sept Jours
  - Moshe Ivgy pour Restless
- 2009 : Sasha Agronov pour HaBodedim
  - Itzik Cohen pour Sumo
  - Dror Keren pour À cinq heures de Paris
  - Ofer Shechter pour Phobidilia
  - Yoav Donat pour Lebanon

### Années 2010
- 2010 : Adir Miller pour Once I Was
  - Yossi Pollak pour Naomi, une jeune et belle épouse...
  - Roee Elsberg pour La Grammaire intérieure
  - Mark Ivanir pour Le Voyage du directeur des ressources humaines
  - Yoav Rotman pour Mabul
- 2011 : Shlomo Bar-Aba pour Footnote
  - Gur Bentwich pour Off White Lies
  - Sasson Gabai pour Boker Tov Adon Fidelman
  - Tzion Baruch pour HaFantazia HaGdola shel Simiko HaKatan
  - Yiftach Klein pour Policeman
- 2012 : Roy Assaf pour Les Voisins de Dieu
  - Gal Toren pour Up the Wrong Tree
  - Yosef Carmon pour Épilogue
  - Uri Gavriel pour Balada le'aviv ha'bohe
  - Eli Finish pour Haolam Mats'hik
- 2013 : Makram Khoury pour Magic Men
  - Tzahi Grad pour Big Bad Wolves
  - Sasson Gabai pour Canailles Connection
  - Shadi Mar'i pour Bethléem
  - Alon Abutbul pour Makom be-gan eden
- 2014 : Ze'ev Revach pour Fin de partie
  - Tawfeek Barhom pour Mon fils
  - Menashe Noy pour Le Procès de Viviane Amsalem
  - Yossi Marshek pour Manpower
  - Neveh Tzur pour Emek
- 2015 : Roy Assaf pour Wounded Land
  - Moshe Ivgy pour La Guerre de 90 Minutes
  - Roy Assaf pour Hatuna MeNiyar
  - Assaf Ben-Shimon pour The Kind Words
  - Oded Teomi pour Fire Birds
- 2016 : Moris Cohen pour The Bouncer
  - Shai Avivi pour Une semaine et un jour
  - Yoram Hattab pour Homeport
  - Benny Avni pour Saving Neta
  - Tamer Nafar pour Jonction 48
- 2017 : Lior Ashkenazi pour Foxtrot
  - Tzahi Grad pour The Cousin
  - Ran Danker pour Mutalim Besafek
  - Shai Avivi pour Ga'agua
  - Asher Lax pour Les Destinées d'Asher
- 2018 : Neve Zur pour Pere Atzil
  - Gal Toren pour Para Aduma
  - Nevo Kimchi pour Laces
  - Vlad Dubinsky pour Here and Now
  - Yoram Toledano pour Hed
- 2019 : Eran Naim pour Chained
  - Shuli Rand pour The Unorthodox
  - Yehuda Nahari Halevi pour Incitement
  - Moshe Folkenflick pour Geula
  - Tom Mercier pour Synonymes

### Années 2020
- 2020 : Shai Avivi pour Here We Are[1]
  - Yussuf Abu-Warda pour The Dead of Jaffa (Hametim shel yafo)  
  - Shlomo Bar-Aba pour Sheifa lehaim
  - Meir Gerner pour Africa
  - Shadi Mar'i pour HaLayla Hazé